# Cronaca Sovversiva
Cronaca Sovversiva (en español, Crónica Subversiva) fue un periódico anarquista independiente, con preferencia por el obrerismo y los métodos de acción violentos, editado en los Estados Unidos por Luigi Galleani desde el 6 de junio de 1903.
El periódico estaba escrito casi enteramente en italiano y normalmente contaba con no más de 8 páginas, llegando a tener hasta 5000 suscriptores. Cronaca Sovversiva circulaba principalmente entre los inmigrantes y trabajadores italianos, particularmente entre los pedreros, los jornaleros y los obreros de fábrica de la región de New England, New York, Nueva Jersey y Massachusetts. Incluía información variada, considerada significativa por los radicales italianos, tal como argumentos sobre la inexistencia de Dios, la necesidad del amor libre, y críticas contra todos los gobiernos actuales y del pasado, así como contra la pasividad de los socialistas. Los anarquistas italianos Sacco y Vanzetti en algunas ocasiones contribuyeron con el periódico.
Una característica de Cronaca Sovversiva era la lista de direcciones y vinculaciones de empresarios, "espías capitalistas", rompehuelgas y todos aquellos considerados "enemigos del pueblo". En los últimos números publicitaba un manual que costaba 25 centavos, dirigido a las familias proletarias, inocentemente titulado La salute e' in vuoi (La salud está en usted). En realidad, este era un manual para la fabricación de bombas caseras.
La ofensiva del gobierno estadounidense contra los anarquistas, y debido a la manifiesta defensa de la lucha violenta por parte de los anarquistas provenientes de Europa, así como por su oposición a la participación americana en la Primera Guerra Mundial, el periódico fue clausurado en julio de 1918. Once meses después, debido a que muchos de sus seguidores estaban implicados en los atentados con carta bomba de abril y junio de 1919, Galleani y algunos de los editores del periódico fueron deportados de los EE. UU.
Los archivos de Cronaca Sovversiva se encuentran en University Publications of America.